# Oleksandro-Pașcenkove, Oleksandria
Oleksandro-Pașcenkove (în ucraineană Олександро-Пащенкове) este un sat în așezarea urbană Nova Praha din raionul Oleksandria, regiunea Kirovohrad, Ucraina.

## Demografie
Componența lingvistică a localității Oleksandro-Pașcenkove
     Ucraineană (100%)
Conform recensământului din 2001, toată populația localității Oleksandro-Pașcenkove era vorbitoare de ucraineană (100%).